# Walpoortbrug

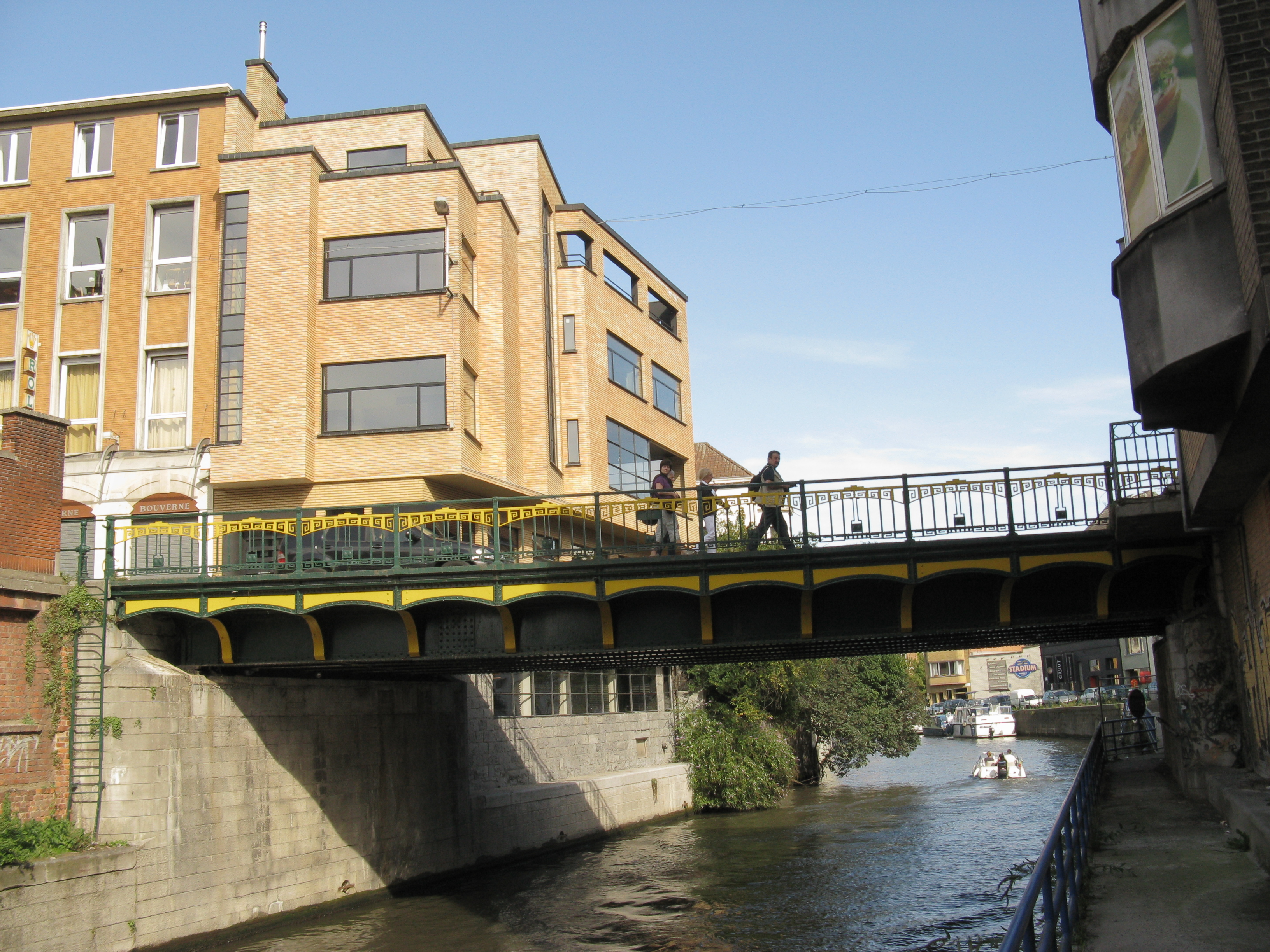
Walpoortbrug

De Walpoortbrug is een brug over de Ketelvest in Gent.
De naam verwijst naar de Walpoort, van 1322 tot 1720 gelegen aan de invalsweg van het Portus richting Sint-Pietersdorp. De eerste vermelding van een brug op die locatie dateert uit 1274.
De middeleeuwse stenen boogbrug, die op het panoramisch gezicht op Gent van 1534 is afgebeeld, werd in 1881 vervangen door een metalen brug. De huidige metalen brug, in opvallende kleuren groen en geel geschilderd, dateert uit 1928. De bestaande brughoofden werden toen afgebroken voor de verbreding van de Ketelvaart aan de brugdoorgang. 